# Troisième livre de madrigaux (Carlo Gesualdo)
Pour les articles homonymes, voir Troisième livre de madrigaux.

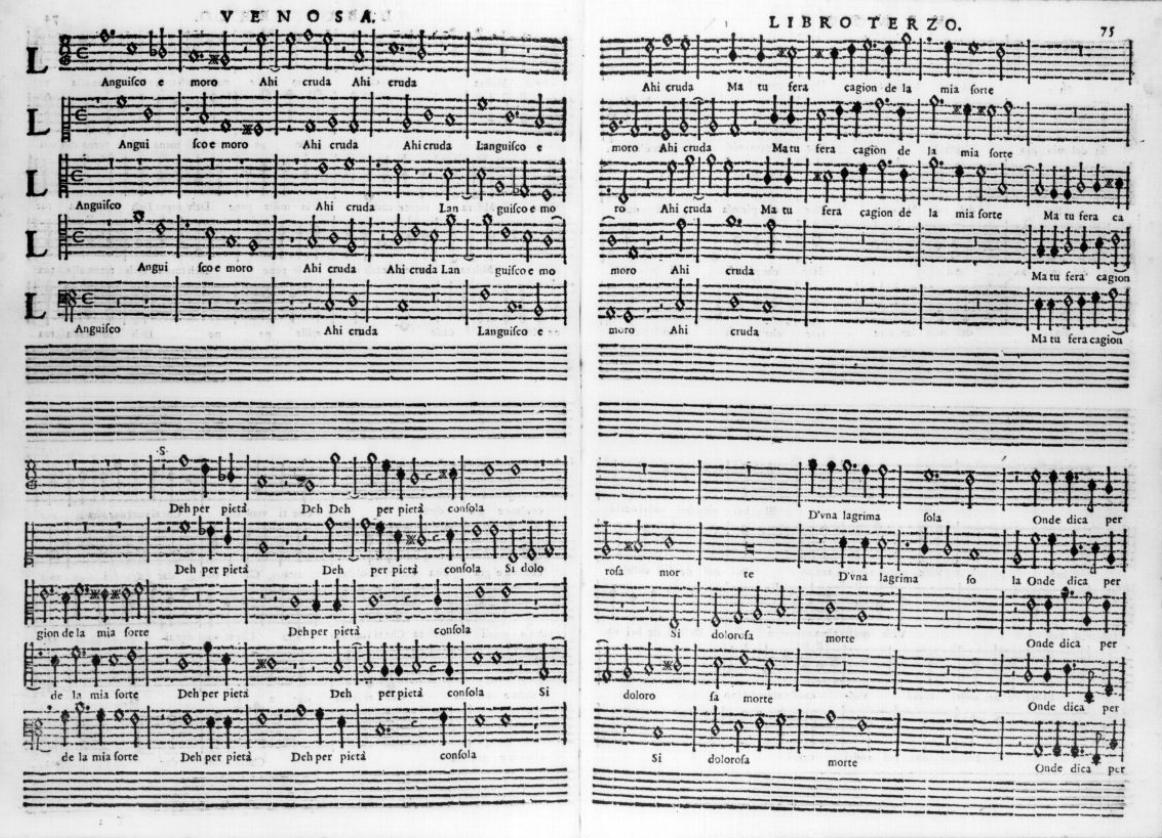
Début du madrigal Languisco e moro, édition Molinaro, 1613.

Le troisième livre de madrigaux (titre original en italien, Madrigali del principe di Venosa, a cinque voci, libro terzo) est un recueil de seize madrigaux à cinq voix (dont trois en deux parties) et un madrigal à six voix, composés par Carlo Gesualdo et publiés à Ferrare en 1595. 
Les madrigaux sont composés sur des textes des poètes Giovanni Battista Guarini, Ridolfo Arlotti et Annibale Pocaterra, ainsi que d'auteurs anonymes. Ce troisième recueil de madrigaux de Carlo Gesualdo présente une évolution dans le style de ce compositeur, due à l'influence sur sa musique des œuvres de Luzzasco Luzzaschi et au choix de poésies plus expressives, voire tourmentées.

## Effectif vocal
Les madrigaux sont composés pour cinq voix, à savoir le canto qui correspond à la voix supérieure, souvent tenue dans les interprétations modernes par une soprano, la deuxième voix,  l'alto (mezzo soprano, contre alto, ou contre ténor), ensuite le tenore (ténor), le basso (basse), et le quinto. Cette dernière partie, n'équivaut pas à une tessiture précise, mais pouvait être chantée par une deuxième soprano, alto ou ténor selon les madrigaux, on désignait cette partie dans les traités musicaux du XVIe siècle sous la dénomination de vox vagans, signifiant « voix errante ». Le dernier madrigal Donna, se m'ancidete est composé pour six voix.

## Les madrigaux
1. Voi volete ch'io mora – 1e partie (Guarini) 
 Moro e non moro – 2e partie (Guarini)
2. Ahi, disperata vita
3. Languisco e moro
4. Del bel de'bei vostri occhi
5. Ahi, dispietata e cruda
6. Dolce spirto d'amore (Guarini)
7. Sospirava il mio core – 1e partie 
 O mal nati messaggi – 2e partie
8. Veggio sí, dal mio sole
9. Non t'amo, o voce ingrata (Arlotti)
10. Meraviglia d'Amore – 1e partie (Arlotti) 
 E ardo e vivo – 2e partie (Arlotti)
11. Crudelissima doglia
12. Se piange, aime, la donna del mio core
13. Ancidetemi pur, grievi martiri
14. Se vi miro pietosa (Arlotti)
15. Deh, se già fu crudele al moi martire
16. Dolcissimo sospiro (Pocaterra)
17. Donna, se m'ancidete (à six voix)

## L'invention ducanto affetuoso
Dès le premier madrigal de ce troisième livre, Voi volete ch'io mora, la rupture semble consommée avec le ton des premiers ouvrages du compositeur, gracieux et légers, pleins d'artifices d'écriture. Les tenues vocales gagnent en durée, en cohérence — du fait de l'écriture en canon entre les alti, par exemple — alors que le langage harmonique tend vers le chromatisme. Ici, des lignes vocales descendantes et longuement soutenues aboutissent à une succession d'accords mouvants et changeant d'éclairage au gré des mots :

## Éditions
Le troisième livre de madrigaux connut plusieurs réimpressions, du vivant de son auteur. Comme pour tous les livres de madrigaux de Gesualdo, chacune des cinq voix était publiée séparément, ce qui faisait cinq cahiers par livre de madrigaux. Après la première édition de Ferrare, par Vittorio Baldini en 1595, il est réédité en 1603, 1611 et 1619.
En 1613, après la mort du compositeur, l'édition de l'imprimeur Giuseppe Pavoni, supervisée par le maître de chapelle Simone Molinaro, a la particularité de réunir les cinq parties vocales dans un seul livre. Cette édition servit de base aux éditions modernes, notamment dans l'ordre des madrigaux. Le troisième livre de madrigaux fut intégré ainsi dans la publication de l'édition intégrale des œuvres de Gesualdo, de Wilhelm Weismann et Glenn Watkins, dans la collection Deutscher Verlag für Musik établie de 1957 à 1967.

## Partition
- Madrigali a cinque voci. Libro terzo. Novamente ristampato, Stampa del gardano, Venise 1619, imprimée par Bartholomeo Magni, [lire en ligne].
- Don Carlo Gesualdo di Venosa, Sämtliche Werke Volume : III : Madrigale, 3. Buch, édité par Wilhelm Weismann. coll. Deutscher Verlag für Musik, Hambourg,  édition Breitkopf & Haertel, 1957-1967.

## Discographie
- Libro III de madrigali a cinque voci, Quintetto vocale italiano, direction Angelo Ephrikian. Arcophon ARCO-668 1969, (réédition: Rivo Alto CRA 89123 1993);
- Don Carlo Gesualdo: Madrigali Libro 3, Kassiopeia Quintet, Globe 5223 2006;
- Carlo Gesualdo, madrigali libri I-III, Gesualdo Consort Amsterdam, direction Harry van der Kamp. CPO 777 138-2. 2005;
- Madrigals, Book 3, Delitiae Musicae, direction Marco Longhini. Naxos 8.572136